# Armstrong Siddeley Viper
Viper je britský proudový motor, který byl vyvinut a vyráběn společností Armstrong Siddeley a potom i nástupnickými společnostmi Bristol Siddeley a Rolls-Royce Limited. Motory začaly být používány na letounech v roce 1953 a některé z nich slouží dodnes. Například letouny RAF Dominie T1 osazené těmito motory byly vyřazeny ze služby v lednu 2011.

## Vývoj a popis
Návrh motoru se sedmistupňovým kompresorem byl původně založen na motoru Armstrong Siddeley Adder – motor Viper byl vlastně zvětšený motor Adder.
Stejně jako podobný americký motor General Electric J85, byl Viper vyvinut jako levný motor pro jedno použití k pohonu bezpilotních cvičných cílů Jindivik, ale stejně jako J85 byl zkonstruován z materiálu s malou životností a neměl olejové systémy. Motory pro pilotovaná letadla byly vyrobeny ze standardních materiálů a měly osazeny veškeré potřebné systémy.

## Použití
- Aero L-29 Delfín (Jen dva první prototypy)
- Aermacchi MB-339
- Aermacchi MB-326
- Atlas Aircraft Impala
- Avro Shackleton
- BAC Jet Provost
- BAC Strikemaster
- Bell X-14
- Embraer AT-26 Xavante
- GAF Jindivik
- Hawker Siddeley Dominie
- Handley Page HP.115
- IAR 99
- Piaggio PD.808
- Saunders-Roe SR.53
- Soko J-22 Orao/IAR-93
- Soko G-2 Galeb
- Soko G-4 Super Galeb

## Vystavené motory
Zachované motory jsou veřejně vystaveny v následujících muzeích:
- Midland Air Museum, Baginton, Warwickshire, Anglie
- Royal Air Force Museum Cosford, Londýn, Anglie
- Solent Sky, Southampton, Hampshire, Anglie
- Aeroventure, South Yorkshire Aircraft Museum, Anglie
- South African Air Force Museum Port Elizabeth, Jihoafrická republika

## Varianty
Vybrané rané varianty, později se vyráběla se celá řada dalších variant (např. Mk.8, 11, 202, 632, 535 atd.):
- Viper ASV.3 – levný jednoduchý motor pro jednorázové použití pro cvičné terče.
- Viper ASV.5 (101) – motor ASV.3 plně vybavený pro dlouhodobé použití.
- Viper ASV.7R – První varianta s přídavným spalováním.
- Viper ASV.10 – základ modernějších verzí motoru.

## Specifikace (Viper ASV.12)
Data pocházejí z webu „flightglobal.com“.

### Technické údaje
- Typ: proudový motor
- Délka: 1,625 m
- Průměr: 0,966 m
- Hmotnost: 249 kg
- Používané palivo: AVTUR, AVTAG (JP-4)

### Součásti motoru
- Kompresor: jednoduchý, sedmistupňový, axiální
- Spalovací komora: prstencový typ, 24 spalovacích trysek
- Turbína: jednostupňová

### Výkony
- Maximální tah: 12,25 kN (2 700 lb) při 13 800 otáčkách za minutu
- Celkové stlačení za kompresorem: 4,3
- Poměr tah/hmotnost: 4,92